# Telefonkonferenz

Sinnbild für Konferenzschaltungen nach IEC 60417

Eine Telefonkonferenz (kurz Telko oder Tk, auch Telefonschaltkonferenz (TSK); englisch audio conference, conference call) ist die telefonische Zusammenschaltung von mindestens drei Teilnehmern.
Im Sinne des vermittlungstechnischen Leitungsmerkmals beginnt eine Konferenz erst bei vier Teilnehmern, sonst ist es eine Dreierkonferenz, die keine Konferenzschaltung benötigt, sondern mit jedem modernen Telefon eingeleitet werden kann.
Seit den 2000er Jahren wird die rein telefonische Konferenz technisch durch Videokonferenzen und Webkonferenzen abgelöst, die auch ohne Bildübertragung durchgeführt werden können.

## Geschichte
Das erste Konferenzgespräch der Welt fand am 4. Dezember 1928 während einer Aufsichtsratssitzung zwischen dem Kabelhersteller Felten & Guilleaume in Köln, Berlin und München statt. Die drei Stellen wurden durch Fernkabelleitungen miteinander verbunden.

## Technik
Telefonkonferenzen bieten so zusätzliche Dienstmerkmale, weshalb sie auch oft anstatt einer Dreierkonferenz benutzt werden:
- Selbständige Einwahl von Teilnehmern (englisch Dial-in conference)
- Teilnehmer werden durch einen Anbieter angerufen und in die Konferenz geschaltet (englisch Dial-out conference)
- Einberufen von Konferenzteilnehmern anhand einer Liste (englisch Preset conference)
- Einberufen zusätzlicher Teilnehmer (englisch Add-on conference)

Weitere Dienstmerkmale:
- Einspielen von Ansagen

- Zuweisung von Moderatorfunktionen und die Berechtigung zum Übertragen solcher auf andere Teilnehmer
- Möglichkeit von Nebenkonferenzen für Untergruppen

Zur Verbesserung der Sprachqualität:
- N-Sprecher (englisch n-loudest): schaltet nur die lautesten Sprecher durch (n = 1, 2, 3, …). Noisegate
- Echounterdrückung
- Einpegeln der verschiedenen Sprecher auf einheitliches Lautstärkeniveau

Je nach Art der Konferenzschaltung können in einer Telefonkonferenz von drei bis zehn oder mehr Teilnehmer zusammengeschaltet werden. Einige Anbieter stellen sogar virtuelle Konferenzräume für mehrere hundert Teilnehmer zur Verfügung, sog. Eventkonferenzen. Konferenzräume sind in der Regel aus Sicherheitsgründen mit einem Zugangs-PIN versehen, welchen eingeladene Teilnehmer mitgeteilt bekommen. Nach der ersten Anmeldung zu einer Konferenz bleiben die Daten bei den meisten Anbietern gültig und man kann sich unbegrenzt einwählen, ohne jedes Mal einen Termin zu reservieren oder die Konferenz erneut anzumelden. Die Zugangsdaten sind wiederverwendbar.
Telefonkonferenzen gewinnen vor allem durch die zunehmende Popularität digitaler Telefonie, wie ISDN, Mobilfunk und vor allem IP-Telefonie immer mehr an Bedeutung.
An den internationalen Finanzmärkten benutzt man den Ausdruck Conference Call oder Dial-In-Konferenz als Bezeichnung für eine spezielle Form der Telefonkonferenz mit selbständiger Einwahl von Teilnehmern, meistens so genannte „Question & Answer“-Konferenzen (Q&A). Sie spielt eine wichtige praktische Rolle bei der Information von Anlegern und Analysten.

## Anbieter
Inzwischen bieten alle großen und viele kleinere Telekommunikationsanbieter Telefonkonferenzen an. Erweiterte Möglichkeiten über Telefonkonferenzen hinaus bieten Webkonferenzen, bei denen eine browserbasierte Konsole zu sehen ist, auf der die gerade angemeldeten Teilnehmer identifizierbar sind. Moderatorenfunktionen erlauben zum Beispiel, diese laut zu schalten oder ihnen explizit das Wort zu erteilen. Ebenfalls bekannt ist hierbei die Bildschirmübertragung (engl. Screen-Sharing) also die Möglichkeit, während der Konferenz mit anderen Teilnehmern seinen Bildschirm und seine Anwendungen zu teilen und somit beispielsweise Präsentationen vorstellen zu können.
Eine Videokonferenz ist eine erweiterte Form einer Telefonkonferenz.
Die größten Anbieter in Deutschland sind:
- meetyoo conferencing (größter deutscher Anbieter)
- cofonico
- alle Festnetz- bzw. Mobilfunknetzbetreiber und Reseller

Daneben gibt es eine Vielzahl kleinerer Anbieter.